# Zum Auerhahn

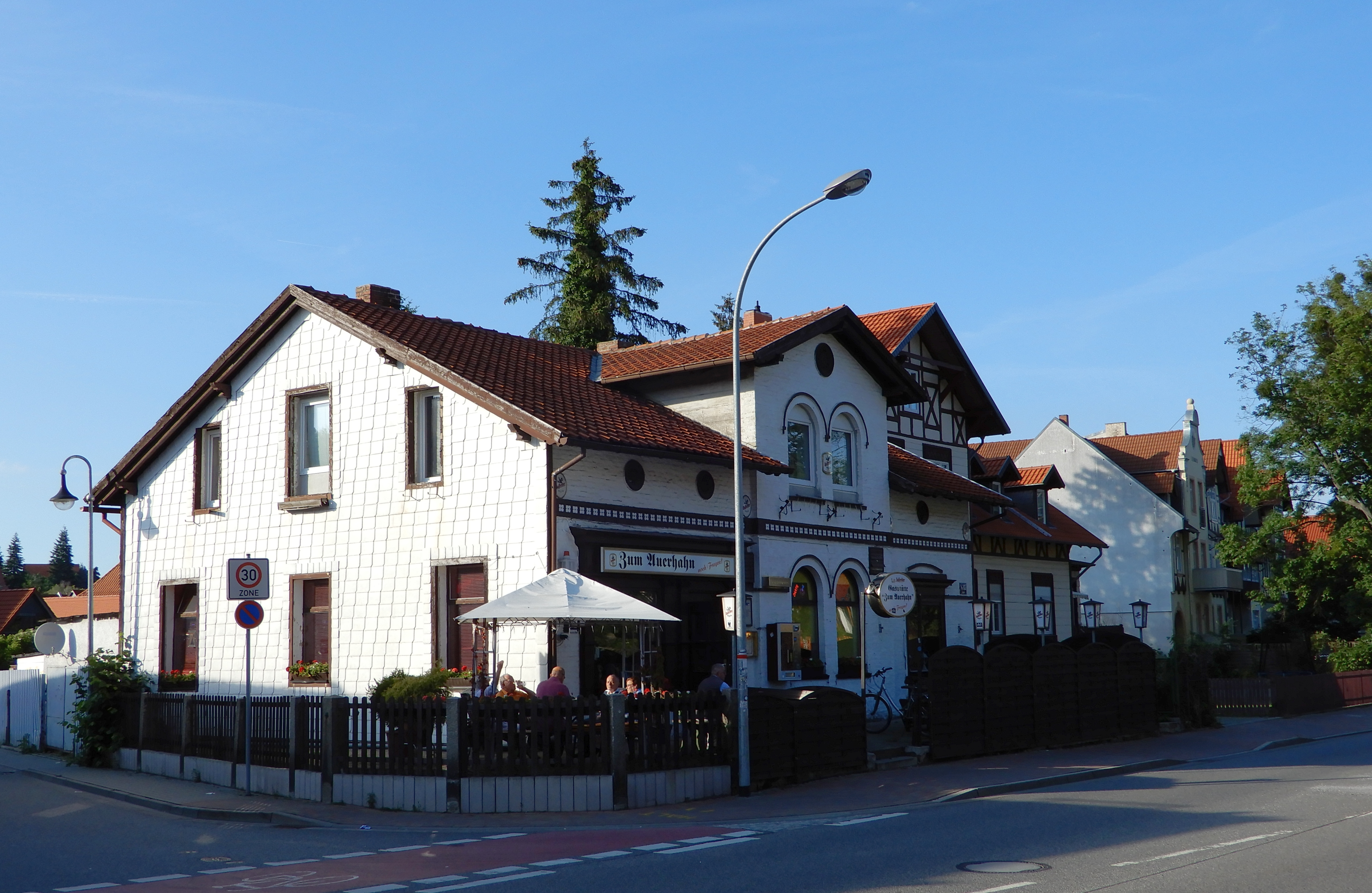
Gaststätte Zum Auerhahn in Wernigerode, Friedrichstraße 135

Zum Auerhahn ist eine erstmals im Jahre 1746 eröffnete Gaststätte in dem denkmalgeschützten Gebäude Friedrichstraße 135 im Stadtteil Hasserode von Wernigerode, Landkreis Harz, in Sachsen-Anhalt.

## Lage
Die Gaststätte Zum Auerhahn befindet sich an der Nordwestseite der durch Hasserode führenden Friedrichstraße unmittelbar an der Ecke der Einmündung der Brückengasse. Hinter dem Grundstück fließt die Holtemme vorbei, über die eine Brücke führt.

## Architektur und Geschichte
Es handelt sich um ein zweistöckiges Gebäude. Dazu gehören ein Hofraum mit früheren Stallungen sowie ein Garten, der sich in Richtung Holtemme erstreckt.
Das Haus wurde bereits vor der in den Jahren 1767/1768 erfolgten Anlage der preußischen Kolonie Friedrichsthal an der Langen Straße errichtet.
Bauherr war der regierende Graf Christian Ernst zu Stolberg-Wernigerode. Er erhielt am 3. Februar 1744 von der Kriegs- und Domänenkammer in Halberstadt die beantragte Konzession zum Bau eines neuen Schankhauses in Hasserode, nachdem diese bereits einem Herrn Kratzenstein die Erlaubnis zum umstrittenen Bau eines neuen Gasthauses gegenüber dem Wernigeröder Schützenhaus genehmigt hatte.
1745 erfolgte der Ausbau der neuen Auerhahnen Schencke und ab Neujahr 1746 konnte die Gastwirtschaft gräflicherseits an den bisherigen Flößmeister Matthias Hellvoigt verpachtet werden. Die Pacht wurde versuchsweise auf ein Jahr zu 10 Talern festgelegt. Bereits nach kurzer Zeit erfreute sich die Auerhahnschenke zunehmender Beliebtheit, so dass 1747 der Pachtvertrag mit Hellvoigt bis 1763 und dem Preis von jährlich 15 Taler verlängert wurde.
Im Siebenjährigen Krieg litt die Schenke unter der Einquartierung französischer Soldaten.
Noch vor Ablauf der Pacht gab Hellvoigt die Schenke aus Altersgründen ab. Neuer Pächter und Wirt wurde der gräfliche Reitknecht Friedrich Christoph Becker. 1771 verkaufte der regierende Graf Heinrich Ernst zu Stolberg-Wernigerode die Schenke an die Kriegs- und Domänenkammer in Halberstadt, um dadurch „den neuen Irrungen und Beeinträchtigungen dieser Schencke ein Ende zu machen“.
Im örtlichen Denkmalverzeichnis ist das Haus als Baudenkmal unter der Erfassungsnummer 094 03327 im Denkmalbereich Friedrichstraße verzeichnet.